# Juan José Arévalo
Juan José Arévalo Bermejo (Taxisco, 10 de setembro de 1904 – Cidade da Guatemala, 7 de outubro de 1990) foi um diplomata e político guatemalteco. Foi presidente da Guatemala de 15 de março de 1945 a 15 de março de 1951.
Líder de uma coligação democrático-liberal, Juan José Arévalo, em 1944, foi eleito Presidente da República da Guatemala, tendo assumido em 1945. Em sua administração, promulgou-se uma nova Constituição e institui-se um quadro de reformas políticas e sociais que favoreciam os trabalhadores urbanos e os camponeses, retirando poderes dos grandes latifundiários e dos militares. 
Em 1945, a Guatemala renovou as suas reclamações sobre as Honduras Britânicas (atual Belize), um tema pendente desde a formação da república. O conflito agravou-se em 1948 quando unidades da Marinha britânica foram enviadas ao porto da cidade de Belize a fim de impedir uma suposta invasão guatemalteca. A Guatemala fez um protesto dirigido às Nações Unidas e à União Pan-Americana e fechou a sua fronteira com as Honduras Britânicas. Arévalo concluiu o seu período presidencial, apesar de ter sofrido mais de 20 tentativas de golpe.